# Carebara polita
Carebara polita é uma espécie de inseto do gênero Carebara, pertencente à família Formicidae.